# Jekaterina Gawrilowna Tschislowa

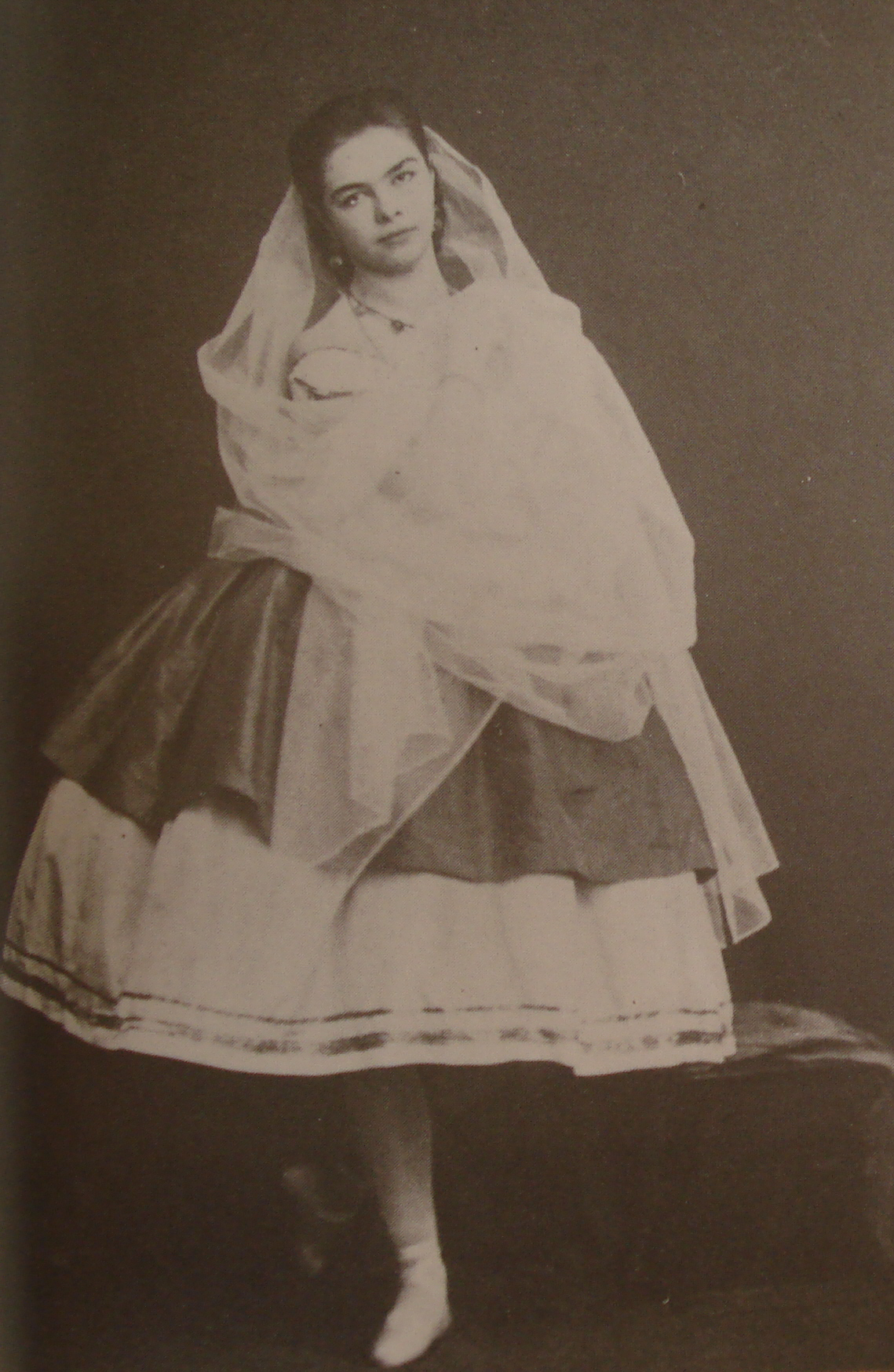
Jekaterina Chislova, um 1865

Jekaterina Gawrilowna Tschislowa (russisch Екатерина Гавриловна Числова, * 21. September 1846 in Ligowo bei Sankt Petersburg; † 13. Dezember 1889 auf der Krim) war eine russische Ballerina und die Mätresse des Großfürsten Nikolai Nikolajewitsch Romanow.

## Leben
Jekaterina war die Tochter von Gabriel Tschislow und gehörte schon früh dem Kirow-Ballett-Ensemble, einer weltberühmten russischen Ballettkompanie aus Sankt Petersburg, an. Sie war die Partnerin des berühmten Felix Kschessinsky, Vater von Matilda Felixowna Kschessinskaja, in der polnischen Mazurka.
Im Jahre 1865 verliebte sie sich in den russischen Großfürsten Nikolai Nikolajewitsch Romanow, dritter Sohn von Zar Nikolaus I. und Prinzessin Charlotte von Preußen, und wurde dessen jahrelange Mätresse, obwohl er mit der deutschstämmigen Prinzessin Alexandra von Oldenburg verheiratet war. Aus der gemeinsamen Verbindung gingen fünf Kinder hervor:
- Olga (1868–1950) ⚭ 1892 Prinz Michael Michailowitsch Cantacuzene (1858–1927)
- Wladimir (1873–1942), Adjutant des Zaren Nikolaus II.
- Jekaterina (1874–1940)
- Nikolaus (1875–1902), Adjutant seines Onkels, Großfürst Michael Nikolajewitsch Romanow
- Galina (1877–1878)

Das Paar reiste oft gemeinsam nach San Remo und auf die Krim. 1880 zog sich die Großfürstin Alexandra in ein Kloster bei Kiew zurück. Jekaterina war eine ehrgeizige Frau und erreichte, dass Zar Alexander III. sie und ihre Kinder 1882 in einen niedrigen Adelsstand erhob und den gemeinsamen Nachnamen Nikolaiew bewilligte. Jekaterina Tschislowa starb unerwartet am 13. Dezember 1889 auf der Krim und wurde im Kloster in Sankt Petersburg als Jekaterina Gawrilowna Nikolaiew bestattet. Großfürst Nikolai, der an Krebs litt, starb zwei Jahre darauf und wurde neben seiner Mätresse bestattet.